# Вереніцин Микола Петрович
Микола Петрович Вереніцин (нар. 17 листопада 1924, селище Красноармійськ біля міста Царицина, тепер місто Волгоград, Російська Федерація — ?, місто Львів) — український радянський діяч, новатор виробництва, фрезувальник Львівського заводу електровимірювальних приладів «Теплоконтроль» (Львівського виробничого об'єднання «Мікроприлад») Львівської області. Герой Соціалістичної Праці (2.07.1966).

## Біографія
Трудову діяльність розпочав у 1941 році робітником на військовому судноремонтному заводі в місті Сталінграді.
З жовтня 1942 року — в Радянській армії, учасник німецько-радянської війни. Служив командиром самохідної установки 1666-го самохідного артилерійського полку 1-ї гвардійської армії. Воював під Сталінградом, декілька разів горів у самохідній установці, був важко поранений.
Після війни — курсант Сизранського танкового училища. Потім навчався в Сталінградському технікумі транспортного машинобудування.
У 1948—1986 роках — фрезувальник інструментального цеху Львівського заводу електровимірювальних приладів «Теплоконтроль» (потім — Львівського виробничого об'єднання «Мікроприлад») Львівської області. Раціоналізатор. Довгий час був наставником молоді на підприємстві.
Член КПРС з 1953 року.
2 липня 1966 року отримав звання Героя Соціалістичної Праці з врученням ордена Леніна і золотої медалі «Серп і молот».
Потім — на пенсії в місті Львові.

## Звання
- молодший лейтенант

## Нагороди
- Герой Соціалістичної Праці (2.07.1966)
- орден Леніна (2.07.1966)
- орден Вітчизняної війни І ст. (6.04.1985)
- орден Вітчизняної війни ІІ ст. (20.05.1945)
- орден Трудової Слави ІІІ ст.
- медаль «За бойові заслуги» (6.08.1946)
- медаль «За доблесну працю. В ознаменування 100-річчя з дня народження Володимира Ілліча Леніна» (1970)
- срібна медаль Виставки досягнень народного господарства СРСР
- медалі
- «Переможець соціалістичного змагання Української РСР»